# Josephine Siebe
Josephine Siebe (Leipzig, 10 de noviembre de 1870 - Leipzig, 26 de julio de 1941) fue una periodista y escritora de literatura infantil alemana. Fue directora de revistas y suplementos femeninos (en el Leipziger Tageblatt o el Reclams Universum). Creó una serie de libros en torno al personaje de Kásperle, un títere de guante que pertenece a la misma tradición que Punch y Judy o don Cristobita. Lo presentó como un títere animado, que procedía de una isla desconocida (Kasperlandia, habitada solo por kásperles). El personaje es un zampón incontenible, tan amigo de las bromas que suele meterse en líos uno detrás de otro; pero no es nunca violento, a diferencia de la tradición general de los títeres de cachiporra. En la obra se percibe, además, una clara nostalgia por la civilización del siglo XIX, más rural y menos mecanizada. Su primer libro "viajes de Kásperle" lo publicó en 1921 y sorprendió gratamente al público por su ternura y por el realismo con el que trataba el mundo infantil. 

## Libros de Kásperle
(traducidos por María Luisa Gefaell)
Los viajes de Kásperle
Después de noventa años de dormir profundamente, Kásperle se despierta en un armario y decide ponerse a viajar. Vive todas las aventuras posibles. Viaja por los campos, pueblos y ciudades y conoce a todo tipo de personas hasta que regresa a la casa de maese Fridolín. 
Kásperle en el castillo de Altocielo
El importante duque Augusto Erasmo decide que Kásperle debe ser suyo y como resulta peligroso desobedecer órdenes de tan disinguida persona, Kásperle se ve obligado a irse a vivir con él al castillo de Altocielo con la idea de escapar en cuanto pueda. Sin embargo la vida con el duque resulta tan distinta a la familiar vida de la querida casita del bosque que Kásperle se encuentra muy solo y lo pasa muy mal. Contribuye a ello la remilgada prima del duque, la princesa Gundolfina, quien no soporta a Kásperle. Por suerte, Kásperle conoce a Marilena, una dulce niña que se hace amiga suya.
Kásperle en la ciudad
Kásperle huye finalmente del castillo del duque y él y su familia de la casita del bosque deben irse a la ciudad de Torburgo. Allí hace nuevos amigos y se crea algunos enemigos, como el alcalde, que quiere casarse con la condesa Rosamaría y para ello pretende apresar a Kásperle y entregarlo al duque con el fin de que este consienta la boda. Por otra parte, la princesa Gundolfina también intenta apresar a Kásperle con la esperanza de que si se lo lleva al duque éste accederá a casarse con ella.
Kásperle en Suiza
El millonario inglés mister Stopps visita un día la ciudad de Torburgo que ha sido víctima de un devastador incendio y oye hablar del popular Kásperle que vive allí. Cuando lo conoce se empeña en comprarlo ofreciendo a cambio dinero suficiente para reconstruir la ciudad. Para ayudar a los habitantes de Torburgo, Kásperle accede a que lo compre y se va con él de viaje. Los dos hacen buenas migas pero, pero allí donde está Kásperle no dejan de surgir los problemas; y el inocente y bonachón Mister Stopps que quiere comprarlo todo no ayuda demasiado.  
Kásperle en Kasperlandia
Kásperle, el muñeco de guiñol descarado, goloso y bromista, delicia de pequeños y quebradero de cabeza de mayores, tiene nostalgia de sus amigos alemanes y quiere ir a reunirse con ellos. Pero mister Stopps, celoso de que los quiera más a ellos, no se lo autoriza, así que se las ingeniará para escaparse. Huyendo llega a Nápoles desde donde se embarca para su largo viaje con todos sus viejos amigos y con Mister Stopps que ha ido tras él. Pero una tempestad arrastra el barco a una isla asombrosa: Kasperlandia, la patria de Kásperle, habitada por kásperles de verdad como él. Allí sus habitantes se empeñan en nombrarlo rey a él y princesa a Marilena pero ninguno de los dos quiere quedarse en Kásperlandia. Kásperle se ha acostumbrado tanto a las personas que los kásperles no lo hacen feliz del todo. Nuevamente, se las ingenia para escapar.
Kásperle ha vuelto
Kásperle despierta tras una larga siesta y se encuentra con que todo ha cambiado y que todos sus viejos amigos ya no están. Pero pronto olvida su tristeza cuando se encuentra con otro kásperle - el príncipe Bimlín - que ha dormido mucho más que él. Juntos inician una vida de aventuras y travesuras. Juntos se divierten mucho y ayudan con sus funciones al señor Puré de Mijo, a Mariquilla, a Calzones de Dril y a la buena señora Gusano del Queso. Al enterarse de que los kásperles son una buena fuente de dinero distintas personas intentan raptarlos. Ellos sin embargo consiguen volver con los descendientes de la antigua familia de Kásperle aunque al final a causa de un giro sorprendente en los acontecimientos, regresan a Kásperlandia. 
Funciones y juegos de Kásperle
Entre juegos y travesuras, Kásperle interpreta una serie de funciones de guiñol. Diversas historias de la vida de Kásperle se suceden aquí. En Torburgo, por ejemplo, dado su aburrimiento, decide aprender el oficio de pastelero, pretendiendo pasar los días comiendo dulces. No es exactamente esto lo que sucede, sino cosas en verdad extraordinarias. Kásperle sigue divirtiendo a la gente. También se encuentra a algunos bromistas que intentan fastidiarle pero Kásperle utiliza su astucia para dejarlos boquiabiertos.

## Otros libros
- Feriengäste im Silbernen Stern
- Neue Kindergeschichten aus Oberheudorf
- Das Bärenbuch

- Datos: Q71947
- Multimedia: Josephine Siebe / Q71947